# Brădiceni, Gorj
Brădiceni este un sat în comuna Peștișani din județul Gorj, Oltenia, România.

## Istoric
Prima atestare documentară este din 30 aprilie 1518 când Neagoe Basarab întărește lui Detco, Tatul și alții stăpânirile peste cumpărăturile din Brădiceni. Și iar a cumparat Detco singur partea lui Drăgoi și Stan din Brădiceni pentru 600 de florini.
La 3 mai 1620, Gavril Movilă întărește tuturor moștenilor stăpânire peste satul lor din Brădiceni, cu toate hotarele. Însă în timpul lui Radu Șerban (1602-1610) locuitorii satului Brădiceni s-au vândut cu moșie cu tot, ca rumâni, lui Stoica - mare vistier. Pe patul de moarte Stoica, singur a socotit și s-a gândit din inimă... împreună cu soția sa Dochia de i-a iertat și i-a slobozit de vecinie să fie slobozi și megieși cu toată ocina lor, tot satul peste tot, hotar pâna în hotar. Așadar, Brădiceni, vechi sat moșnenesc, rumânizându-se pentru scurt timp, revine la vechea formă de stare sociala, remoșnenindu-se. 
În timpul stăpânirii austriece (1718-1739) în Brădiceni a fost instalată compania Leib și au fost asezate 36 de familii de chiproviceni. Carol al VI-lea le acordă privilegii și le permite ținerea unui bâlci la 8 septembrie și a unui târg săptămânal, așezarea numindu-se oppidum .  Aceeiași situație este și în harta lui Schwantz din 1722.
Termenul de oppidum s-a folosit în perioada stăpânirii austriece, relevându-se că bulgarii așezați aici au obținut de la început dreptul de a se constitui în calitate de fundus fiscalis (moșie a fiscului imperial).

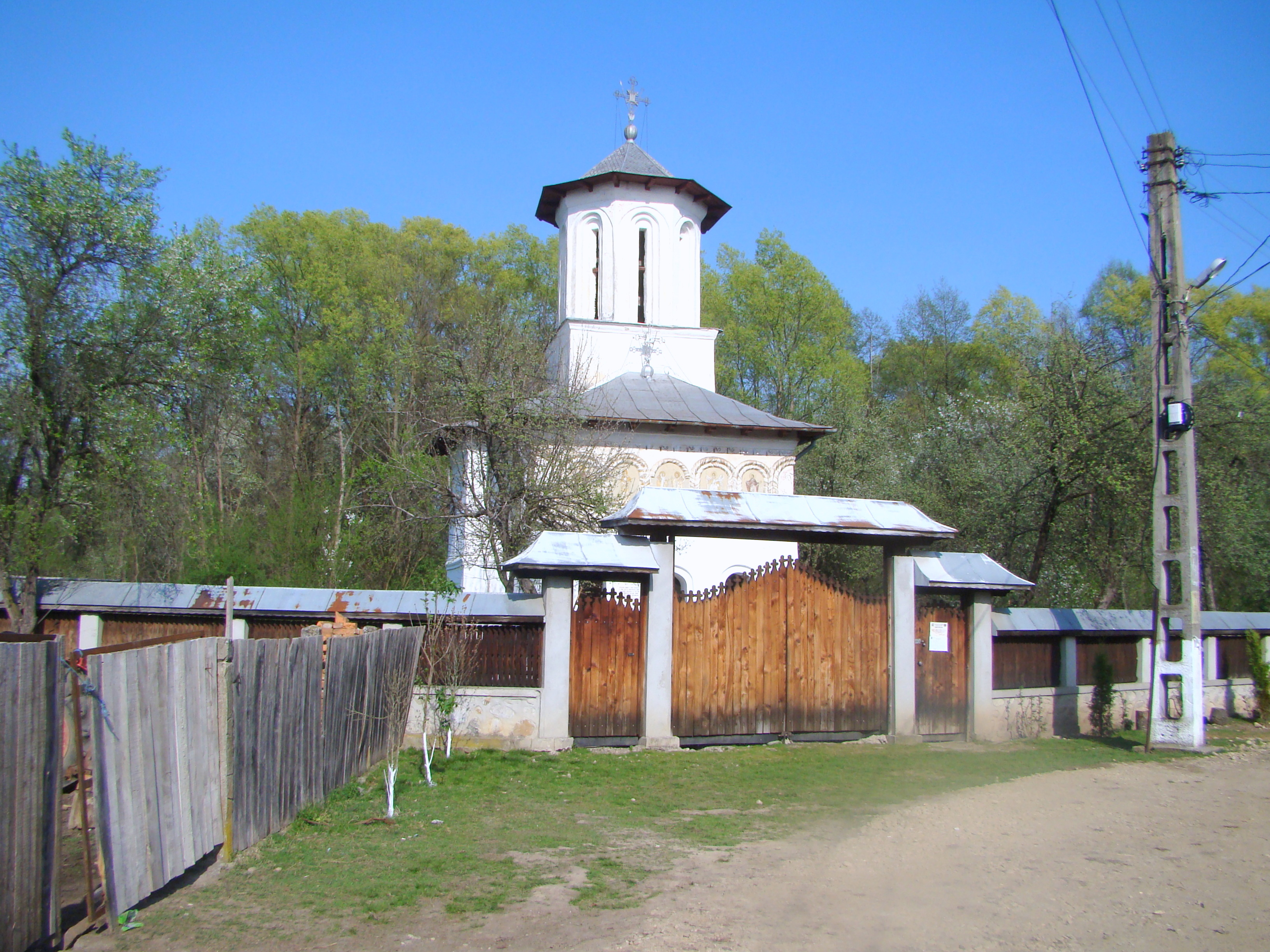
Biserica „Sfântul Ierarh Nicolae”, construită în anul 1739 (monument istoric)

În memoriile sale din 1778, cartograful Friedrich Wilhelm Bauer notează Brădiceni "bourg" bazat pe calificativul de oppidum din perioada stăpânirii austriece. Bazați pe același motiv și în harta rusească din 1835, Brădiceni este trecut târg cu 206 familii.
În realitate, denumirea și situația de oraș și de târg au fost numai ale comunității de chiproviceni care după 1738 au fost împraștiați în diferite regiuni. Urmașii acestor bulgari sunt familiile Petcu de astăzi. Brădicenii, moșnenii, baștinașii continuau să fie socotiți ca locuitori ai satului Brădiceni, așa cum au fost tot timpul. Nici un document local sau al satelor învecinate, înainte, în timpul și după stăpânirea austriacă nu-l menționează ca oraș sau târg, ci numai ca sat.

## Geografie

### Așezarea

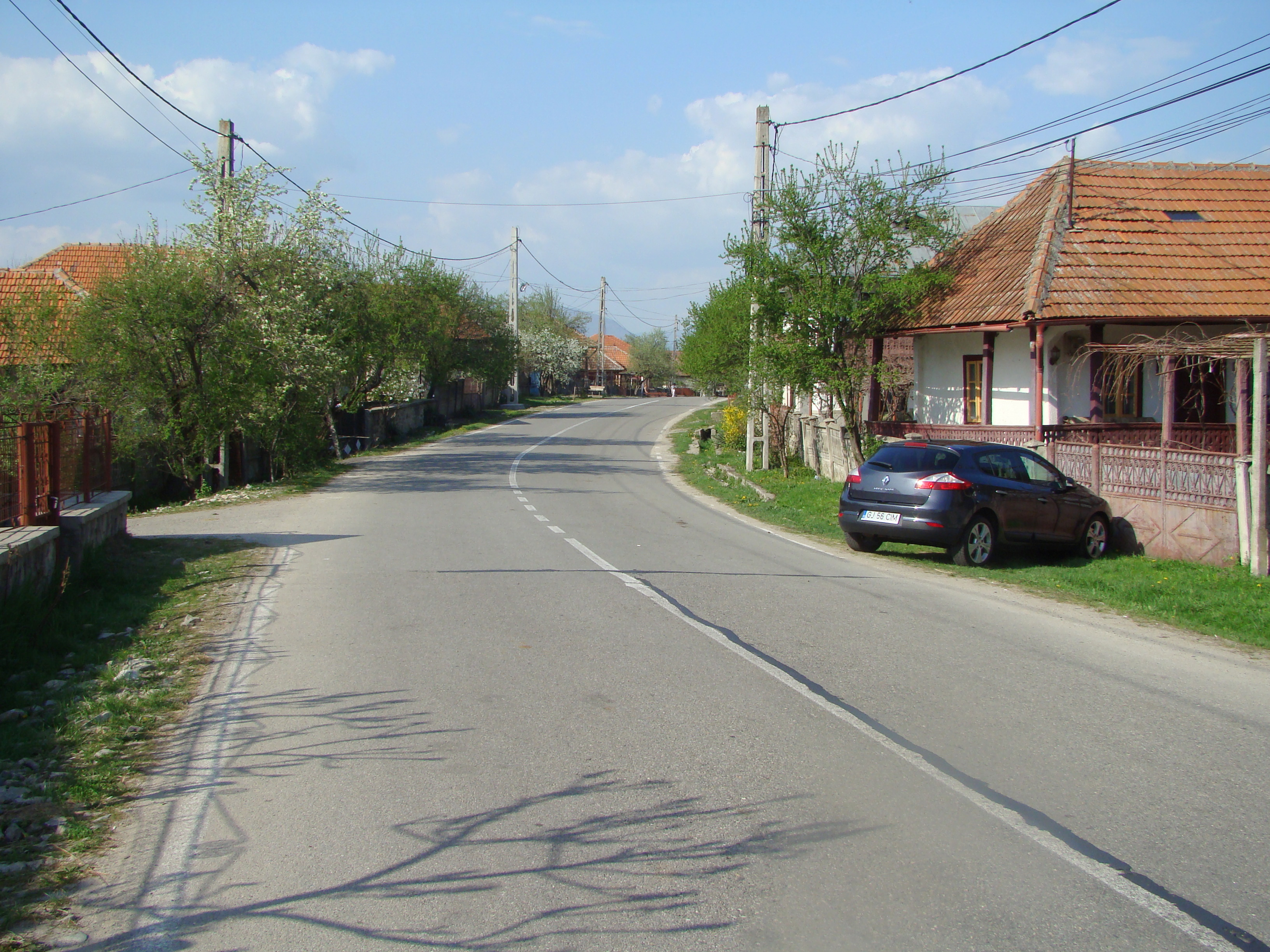
Strada principală

Satul Brădiceni se află la 20,7 km de Târgu Jiu, în apropierea drumului național DN67D care face legătura cu Baia de Aramă.
Este cuprins între 45 - 45,1 grade latitudine nordică și 23,2 - 23,3 longitudine estică.
Distanța față de comunele învecinate: Peștișani - 3 km, Bâlta - 6 km, Arcani - 5 km, Șomănești - 
7km, Telești - 1,5 km.

### Hidrologia
Este udată de apele: Bistrița, Râu, Râușor și Bâlta. 

### Geologia
Depresiunea subcarpatică a satului a luat naștere în era cuaternală, prin scufundare, fapt care explică lipsa de legătură vizibilă dintre zona muntoasă și zona dealurilor.

### Vegetația
Cea mai mare parte a teritoriului satului Brădiceni este acoperită cu păduri. Se întâlnesc în majoritate copaci de esență tare: stejar, fag, carpen. Terenul arabil ocupă o suprafață de 1302 ha., în majoritate cultivat cu porumb.

## Clima
Prin existența sa în Depresiunea Subcarpatică, climatul satului are un caracter pronunțat mediteranean. În această zonă cresc castanul și nucul. Datorită apropierii de munte și a vântului de N-V, cantitatea de apă, căzută anual, crește de multe ori peste 800 mm. Grosimea stratului de zăpadă este în medie de 50–60 cm.

## Vezi și
- Biserica Sfântul Nicolae din Brădiceni